# Neocentropogon trimaculatus
Neocentropogon trimaculatus är en fiskart som beskrevs av Chan, 1966. Neocentropogon trimaculatus ingår i släktet Neocentropogon och familjen Tetrarogidae. Inga underarter finns listade i Catalogue of Life.